# Севастопольская побудка
«Севастопольская побудка» — неформальное название набеговой операции османского флота против русских портов и флота в акватории Чёрного моря, осуществлённой 16 (29) октября 1914 года. Санкционированная военным министром Османской империи Энвер-пашой операция имела главными целями нанесение внезапной атакой ущерба русскому военному флоту и вовлечение Османской империи в войну с Российской империей, а следовательно, и в Первую мировую войну на стороне Центральных держав. Обе цели были достигнуты без потерь со стороны османского флота.

## Предыстория
20 июля (2 августа) 1914 года, на следующий день после объявления Германией войны России, Османская империя подписала секретное соглашение с Германией, устанавливавшее союзнические обязательства между двумя государствами. Несмотря на заключённый с Германией союз, 21 июля (3 августа) младотурецкое правительство объявило о нейтралитете в начавшейся войне. Турецкие власти хотели выиграть время на подготовку своих армии и флота к боевым действиям и убедиться, что их потенциальные союзники непременно победят в войне. 22 июля (4 августа) началась мобилизация турецкой армии и флота, в течение следующих трёх дней были предприняты меры по ограничению движения судов через черноморские проливы. Официальным поводом для этого была необходимость защиты режима нейтралитета Турции.
Приобретённые Турцией корабли

### Прорыв «Гёбена» и «Бреслау»
По существовавшим международным договорам, заявив о своём нейтралитете, Турция не имела права пропускать корабли воюющих сторон через проливы. Османские власти, к которым Германия обратилась с просьбой предоставить убежище кораблям Средиземноморской эскадры, преследуемой британским флотом, обусловили своё согласие новыми требованиями, которые существенно изменяли условия подписанного союзного договора. 24 июля (6 августа) османские министры потребовали от Германии гарантий территориальной неприкосновенности Османской империи и учёта её интересов в вопросах о распределении послевоенных контрибуций, отмене режима капитуляций и территориальных приобретениях. Германский посол Ганс фон Вангенгейм ответил согласием.
28 июля (10 августа), немецкие крейсера «Гёбен» и «Бреслау» под командованием контр-адмирала Вильгельма Сушона вошли в пролив Дарданеллы. Как отмечает большинство мемуаристов того времени, прорыв в Константинополь этих новейших германских крейсеров сыграл основную роль в вовлечении в войну Османской империи. «Я не знаю, имели ли какие-нибудь два судна большее влияние на историю, чем эти два немецких крейсера», — вспоминал американский посол в Турции Генри Моргентау.
Прибытие германских военных кораблей в Константинополь вызвало энергичные протесты со стороны послов стран Антанты. 29 июля (11 августа) турецкая сторона предложила временно разоружить «Гёбен» и «Бреслау», однако после резкого демарша германского посла 2 августа (15 августа) была совершена фиктивная «покупка» Османской империей немецких крейсеров. 3 августа (16 августа) оба корабля подняли османские флаги и были переименованы. Дипломатическим оправданием сделки стала необходимость компенсировать потерю дредноутов «Решад» и «Султан Осман», строившихся в Англии по турецкому заказу и реквизированных британским адмиралтейством в начале войны.

### Изменение соотношения сил на Чёрном море
Главные силы русского Черноморского флота на 1914 год включали пять линкоров додредноутного типа: «Евстафий», «Иоанн Златоуст», «Пантелеймон», «Ростислав» и «Три Святителя». Это обеспечивало превосходство над османским флотом, имевшим модернизированный казематный броненосец «Мессудие» и два купленных у Германии додредноутных линкора типа «Бранденбург» («Хайреддин Барбаросса» и «Тургут Реис»). Соотношение сил в крейсерах было примерно равным, а в эсминцах русский флот имел значительное преимущество.
Приобретение Турцией новых германских крейсеров радикально изменило соотношение сил. Линейный крейсер «Гёбен» имел вооружение дредноутного типа и значительно превосходил любой из русских кораблей. По артиллерийскому вооружению он был сопоставим с тремя лучшими русскими линкорами вместе взятыми, а по скорости превосходил их почти вдвое, что позволяло ему как навязать бой русским кораблям, так и избежать его при неблагоприятном стечении обстоятельств. «Гёбен» и «Бреслау» превосходили по скорости также крейсера и большинство эсминцев русского флота (за исключением новейших эсминцев типа «Дерзкий»), что лишало эти корабли возможности вести самостоятельные действия. Таким образом, в присутствии на черноморском театре «Гёбена» русский флот мог действовать только соединёнными силами, чтобы избежать уничтожения по частям.

### Реакция военно-политических кругов Российской империи
По свидетельству сотрудника Морского генерального штаба Б. П. Апрелева, командующий Черноморским флотом адмирал А. А. Эбергард, получив сведения о прибытии «Гёбена» и «Бреслау» в Константинополь, предложил «на том же основании» войти в этот порт своими сильнейшими кораблями. Он рассчитывал вынудить немецкие крейсера выйти в Средиземное или Чёрное море, а в случае отказа — уничтожить их на якорной стоянке. По его мнению, это позволило бы избежать вовлечения Турции в войну против России. Предложение Эбергарда было рассмотрено и отклонено императором Николаем II, поскольку союзники России по Антанте считали необходимым поддерживать нейтралитет Турции. Эбергарду было предписано избегать действий, которые могли бы быть истолкованы турками как враждебные.
Министр иностранных дел Российской империи С. Д. Сазонов тоже придерживался выжидательной позиции, последовательно отвергая предложения блокировать Босфор в качестве превентивной меры против вероятной турецкой агрессии. Он настаивал, что повод к началу военных действий должен исходить от турецкой стороны. Тем не менее, Ставка Верховного главнокомандующего поначалу одобрила предложение Эбергарда считать «Гёбен» и «Бреслау», в случае выхода их в Чёрное море, германскими кораблями и 19 августа (1 сентября) дала разрешение атаковать их при встрече. 7 (20) сентября Сазонов подтвердил разрешение Эбергарду действовать «по усмотрению» при встрече с «Гёбеном» в море.
8 (21) сентября, получив сведения о выходе «Гёбена» в Чёрное море, адмирал Эбергард воспользовался разрешением и вывел флот в окрестности Зонгулдака. Не обнаружив противника, русский флот через двое суток вернулся в Севастополь. 24—27 сентября (7—10 октября) русская эскадра в полном составе провела «демонстрацию флага» у берегов Румынии. Однако 30 сентября (13 октября) Ставка отменила разрешение на активные действия, после чего флот не удалялся далее 60 миль от Севастополя.

### Помощь Германии в повышении боеспособности османского флота
После официальной передачи османскому флоту «Гёбен» и «Бреслау» были переименованы в «Явуз Султан Селим» (тур. Yavuz Sultan Selim) и «Мидилли» (тур. Midilli), соответственно. Несмотря на смену флага, команда на кораблях осталась полностью немецкой, и адмирал Сушон продолжал командовать эскадрой. «Гёбен» и «Бреслау» не подчинялись британской военно-морской миссии, которую возглавлял контр-адмирал Артур Лимпус, являвшийся одновременно командующим турецким флотом.
В конце августа в Турцию по запросу адмирала Сушона начали прибывать команды германских военных и военно-морских специалистов, из которых, в частности, был сформирован Особый отряд для работы на укреплениях Дарданелл. В страну также направлялись офицеры и старшины для укомплектования команд турецких кораблей. К середине сентября число германских военнослужащих в Константинополе достигло 4 тысяч.
21 августа (3 сентября) на секретном совещании младотурецкого руководства у великого визиря было принято решение о подготовке вступления в войну на стороне Германии.
На деятельность британской военно-морской миссии были наложены серьёзные ограничения, и 27 августа (9 сентября) она была отозвана из Турции. Командующим военно-морскими силами Османской империи стал германский адмирал Вильгельм Сушон, 4 (17) сентября его назначение было утверждено указом султана. Командный и рядовой состав экипажей турецких кораблей был усилен немецкими моряками, командирами крупных кораблей и соединений миноносцев стали немецкие офицеры. 7 (20) сентября Сушон заявил, что турецкий флот готов к действиям.
28 сентября (10 октября) было подписано соглашение о предоставлении Германией займа Турции в размере 5 млн лир золотом. Первая часть займа в размере 250 тыс. лир должна была поступить в Турцию через десять дней, остальные деньги — после объявления Турцией войны России или Англии.

### Закрытие Проливов
14 (27) сентября Турция закрыла Дарданеллы для прохода судов под любым флагом. Пролив заминировали и перекрыли заградительными сетями, маяки были погашены. На следующий день последовало объявление о полном закрытии судоходства на Проливах.
Наибольший ущерб эта мера нанесла России, для которой Проливы представляли кратчайший путь экспорта своих товаров и импорта необходимого для военных нужд оборудования. Посол США в Турции Генри Моргентау впоследствии вспоминал: «Не потратив ни единой человеческой жизни, не сделав ни единого выстрела ни из одного орудия, … Германия приобрела то, что, пожалуй, не смогли бы приобрести три миллиона человек, противостоящих хорошо оснащённой русской силе. Это был один из самых драматических военных успехов, и всё это было результатом работы германской пропаганды, германского проникновения и германской дипломатии».

### Признаки подготовки турецкого нападения и ответные меры предосторожности
Намерение Турции вступить в войну на стороне Центральных держав не осталось секретом для российских дипломатов и разведчиков. С усилением турецкого флота стало очевидно, что первый удар может быть нанесён по черноморскому побережью России. Военный агент России в Турции генерал М. Н. Леонтьев 21 августа (3 сентября) докладывал в Петроград: «Единственный способ помешать внезапному выходу турецкого флота в Чёрное море — объявить блокаду и поставить минное заграждение». 6 (19) сентября посол России в Турции М. Н. Гирс радиограммой предупредил о предстоящем выходе «Гёбена» и «Бреслау» в Чёрное море и предложил принять меры по защите побережья и установке оборонительных минных заграждений.
8 (21) сентября военно-морской агент в Константинополе А. Н. Щеглов известил Петроград, что германские морские офицеры в Турции закупают подробные карты русских черноморских портов. Он считал, что потенциальный противник готовится к нападению на Одессу, Новороссийск и Феодосию. 12 (25) сентября Щеглов сообщил о прибытии в Константинополь морских мин из Германии, а через несколько дней предупредил о плане внезапного нападения на черноморское побережье с главным ударом по Севастополю.
Не имея более подходящих средств морской разведки, командующий Черноморским флотом адмирал Эбергард организовал постоянное наблюдение за турецким флотом с помощью специального графика движения русских пароходов, совершавших регулярные рейсы в Константинополь, и постоянно находившейся в этом порту сторожевой яхты «Колхида».
С 12 (25) сентября по распоряжению Эбергарда были выключены маяки и навигационные светящиеся знаки, жителям побережья Одессы и Севастополя было запрещено освещать окна домов. Примерно в то же время, вероятно под влиянием сообщения Гирса о подготовке турками высадки десанта в Одессе, Черноморскому флоту было дано разрешение на минирование своего побережья, однако Эбергард отложил установку минных заграждений из-за неопределённости времени начала военных действий.
7 (20) октября министр иностранных дел Сазонов предупредил адмирала Эбергарда, что в ближайшее время возможно вступление Турции в войну, после чего практически ежедневно поступали сведения об ухудшении отношений с Турцией.

## Ход операции
9 (22) октября (по другим сведениям, 23 или 26 октября) в Константинополь прибыла первая часть германского золотого займа, что прекратило колебания в турецком правительстве.
9 (22) октября Энвер-паша подготовил секретный приказ о начале боевых действий против русского флота: «Турецкий флот должен добиться господства на Чёрном море. Установите местонахождение русского флота и атакуйте его без объявления войны, где бы вы его ни нашли». Конверт с приказом был вручён Сушону 11 (24) октября после совещания младотурецкого триумвирата — Энвера, Джемаля и Талаата. На следующий день были готовы приказы министра морского флота Джемаля-паши турецким командирам, предписывающие безоговорочное подчинение распоряжениям немецкого адмирала.

Маршруты кораблей, задействованных в операции

Адмирал Сушон разработал план нападения наиболее боеспособными силами турецкого флота одновременно на несколько русских портов. Его задачей было причинить достаточный ущерб, чтобы сделать неизбежным начало войны между Россией и Турцией.
14 (27) октября турецкий флот вышел в Чёрное море, якобы для проведения учений. Во второй половине дня командиры соединений и самостоятельно действующих кораблей получили оперативные приказы. Командам кораблей было объявлено, что русский флот вероломно минировал подходы к Босфору, и нападение на русские порты будет акцией возмездия. Устаревшие тихоходные линкоры «Тургут Реис» и «Хайреддин Барбаросса» вернулись в Босфор. Им, а также канонерской лодке «Бурак Реис» и двум эсминцам ставилась задача защищать пролив от русского флота. Остальные корабли экономным ходом направились к намеченным целям, чтобы атаковать их на рассвете третьего дня операции.
В тот же день главные силы русского Черноморского флота вышли в море для проведения учений. Вечером командующий флотом адмирал Эбергард получил сведения о присутствии в море турецкого флота. Имея приказ не искать с ним встречи, Эбергард 15 (28) октября вернул флот в Севастополь. После этого минный заградитель «Прут» был отправлен в Ялту для переброски находившегося там пехотного батальона в Севастополь, однако около полуночи, ещё не дойдя до Ялты, он получил приказ возвращаться и подготовиться к постановке мин. В течение дня 15 (28) октября с парохода «Великий князь Александр» сообщили, что «Гёбен» с двумя эсминцами замечен у Амасры следующим к мысу Керемпе, а Морской генеральный штаб прислал предупреждение, что ожидается объявление войны Турцией. Главным силам флота было объявлено «положение третье» (трёхчасовая готовность), с рассвета следующего дня «положение первое» (полная готовность к выходу в море).
Утром 16 (29) октября турецкие корабли подошли к намеченным пунктам черноморского побережья России.

### Одесса

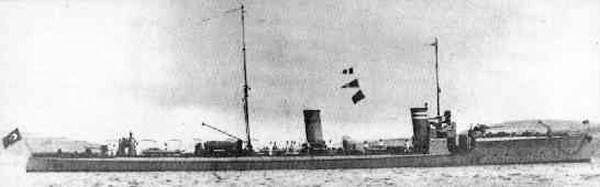
Эсминец «Муавенет-и Миллие»

Согласно плану операции, эскадренные миноносцы «Гайрет» и «Муавенет» должны были идти к Одессе на буксире угольного транспорта «Ирмингард». Но скорость буксировки оказалась слишком низкой, поэтому на рассвете 15 (28) октября командир соединения корветтен-капитан Рудольф Мадлунг принял решение отпустить угольщик и двигаться своим ходом.
Около часу ночи 16 (29) октября с эсминцев увидели огни Одессы, вскоре они подошли ко входу в гавань. Курс был выбран таким, чтобы имитировать прибытие со стороны Севастополя. В это время из гавани выходил караван из двух торговых судов в сопровождении лоцманского катера, что позволило Мадлунгу определить фарватер. Примерно в 3:20 «Гайрет» и «Муавенет» вошли в гавань. Они несли ходовые огни, из-за чего были приняты за русские эсминцы типа «Лейтенант Шестаков». По мнению ряда советских и российских историков, охранная служба на рейде Одессы была организована неудовлетворительно.
Когда с нёсшей охранную службу у волнолома канонерской лодки «Донец» входящие в порт эсминцы были опознаны как вражеские, канонерка была атакована торпедой с «Гайрета» и быстро затонула. Затем турецкие эсминцы проследовали вглубь гавани. «Муавенет» атаковал и повредил стоявшую на якоре канонерскую лодку «Кубанец», после чего прошёл в нефтяную гавань, обстреливая суда и объекты на берегу. «Гайрет» пытался обнаружить минный заградитель «Бештау», но, вероятно, не смог опознать его из-за того, что с «Бештау» не открывали ответного огня. Тем не менее, «Гайрет» несколькими выстрелами нанёс «Бештау» повреждения и потопил стоявшую рядом с ним угольную баржу. После того как с «Кубанца» был открыт ответный огонь, турецкие эсминцы ушли в море, продолжая во время отхода обстреливать порт, и скрылись около 4:45.
Кроме «Кубанца» и «Бештау» в гавани Одессы получили повреждения четыре торговых судна (русский «Витязь», английский «Вампоа», французские «Портюгаль» и «Оксюз»), а на берегу — трамвайная станция, сахарный завод и нефтехранилище. Из экипажа «Донца» погибло 33 человека. Были потери и на других корабля: на «Кубанце» 2 раненых, на «Бештау» 2 убитых и 3 раненых, на портовых судах 3 убитых и 3 раненых, также имелись потери на торговых судах и на берегу.
Пока эсминцы атаковали порт, турецкий минный заградитель «Самсун» (капитан-лейтенант П. Герман) выставил 28 мин на каботажном маршруте Одесса — Севастополь. Утром 17 (30) октября все три турецких корабля вернулись в Босфор.

### Севастополь
В 4:15 известие о нападении на одесский порт было передано по радио, после чего адмирал Эбергард объявил флоту о начале войны с Турцией. Береговые батареи были подготовлены к открытию огня. Около 5:30 флагман турецкого флота «Гёбен» в сопровождении эсминцев «Самсун» и «Ташоз» приблизился к Севастополю, но из-за навигационной ошибки оказался значительно ближе к берегу, чем было запланировано. Примерно в 6:15 он был опознан, а в 6:28 по нему был открыт интенсивный огонь с береговых батарей. В ответ «Гёбен» обстрелял Константиновский форт из орудий главного и среднего калибра. Затем он перенёс огонь на внутренний рейд Севастополя, но попаданий в суда не добился. Часть снарядов легла на берегу в районе Морского госпиталя, угольных складов и Корабельной слободки.
Стрельбе обеих сторон мешала плохая видимость. Береговая артиллерия к тому же не могла пристреляться из-за большого числа одновременно ведущих огонь батарей. Из 360 выпущенных по «Гёбену» снарядов в цель попали три. Повреждения оказались незначительными (осколком был выведен из строя один из котлов), однако Сушон приказал увеличить скорость и выходить из-под обстрела. В 6:48 «Гёбен» прекратил огонь, израсходовав 47 снарядов главного и 12 среднего калибра. Береговые батареи прекратили огонь в 6:50. Находившиеся в гавани корабли Черноморского флота противника не видели, за исключением брандвахтенного линкора «Георгий Победоносец», который сделал три выстрела по уходящему «Гёбену» и прекратил огонь из-за недолётов.
Результатом обстрела Севастополя стала гибель двух и тяжёлые ранения восьми пациентов госпиталя. По некоторым сведениям, погибло также восемь гражданских лиц, но официальный рапорт градоначальника Севастополя эти потери отрицает. Были повреждены различные постройки и железнодорожное полотно. Кроме того, на батарее № 16 внутренним взрывом было разрушено одно из орудий, погибло 6 и ранено 11 человек (один смертельно).
В ходе перестрелки «Гёбен» некоторое время маневрировал на крепостном минном заграждении, однако оно с рассвета было выключено, поскольку ожидалось возвращение в Севастополь минного заградителя «Прут». Приказ о включении минного заграждения, отданный Эбергардом в 6:23, был исполнен с задержкой, когда противник уже покинул опасную зону.
Во время отхода «Гёбен» встретил минный заградитель «Прут» и три патрульных эсминца под командованием капитана 1 ранга князя В. В. Трубецкого, которые имели задачу поддержать «Прут» в случае появления неприятеля. Эсминцы пытались прикрыть «Прут» и провести торпедную атаку, но были отбиты огнём 150-мм артиллерии «Гёбена». Головной эсминец «Лейтенант Пущин» получил сильные повреждения от трёх прямых попаданий, однако сумел дойти до Севастополя. Потери его экипажа составили 5 убитых, 2 пропавших без вести и 12 раненых.
Не имея возможности скрыться от превосходящего неприятеля, командир «Прута» капитан 2 ранга Г. А. Быков отдал приказ о затоплении. «Гёбен» и один из сопровождавших его эсминцев некоторое время обстреливали тонущий минный заградитель. В 8:40 «Прут» скрылся под водой. Из числа его команды погибли 30 человек, турецкие эсминцы взяли в плен 76 человек, включая командира корабля, и передали их на «Гёбен», остальная часть экипажа (около 145 человек) сумела добраться до берега.
После этого турецкое соединение взяло курс на Босфор и скрылось около 10:00. По пути был встречен и захвачен шедший из Мариуполя русский грузопассажирский пароход «Ида» (1708 брт). Людей с него взяли в плен, а сам пароход с грузом угля отправили в Босфор с призовой командой. Позже Сушон отпустил эсминцы, которые не поспевали за крейсером из-за механических неполадок, с приказом возвращаться в Босфор самостоятельно.
Утром 17 (30) октября «Гёбен» дозаправился на ходу углём с транспорта «Ирмингард». Затем крейсер передал пленных на «Тургут Реис» и провёл ночь в окрестностях Босфора, ожидая контратаки русского флота. Во второй половине дня 18 (31) октября «Гёбен» вернулся в Босфор.
Действовавший отдельно от группы «Гёбена» турецкий минный заградитель «Нилуфер» (капитан-лейтенант резерва С. Цедерхольм) на рассвете 16 (29) октября скрытно выставил на подходах к Севастополю заграждение из 60 (по другим данным, 70) мин. Возвращаясь в Босфор, он встретил русский почтовый пароход «Великий князь Александр» (1852 брт), снял с него людей и потопил пароход артиллерийским огнём. «Нилуфер» вошёл в Босфор утром 17 (30) октября.

### Феодосия

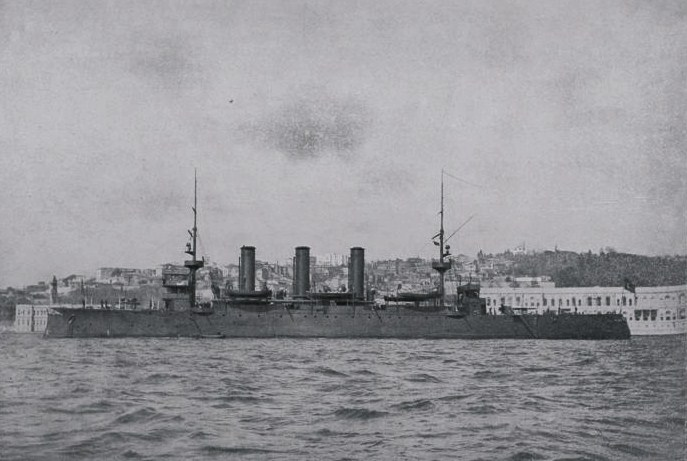
Лёгкий крейсер «Гамидие»

Лёгкий крейсер «Гамидие» (ярбай Васиф Мухиттин) подошёл к Феодосии в 6:30. В порт сошли турецкий и немецкий офицеры с предупреждением о готовящемся обстреле, населению было предложено покинуть город.
«Гамидие» открыл огонь в 9:28 и до 10:25 выпустил 150 снарядов. Обстрел вызвал пожары в железнодорожном депо и портовых складах. Позже, следуя вдоль берега Крыма на запад, «Гамидие» потопил парусник «Святой Николай» с грузом соли (около 300 брт) и порожний грузовой пароход «Шура» (1223 или 1113 брт). Экипажи потопленных судов были взяты на борт. Крейсерство «Гамидие» в течение следующего дня к северу и востоку от острова Змеиный оказалось безрезультатным.
18 (31) октября после полудня он возвратился в Босфор.

### Новороссийск и Керченский пролив
Результаты обстрела Новороссийска
Минный крейсер «Берк-и Сатвет» приблизился к Новороссийску около 7 часов утра под русским флагом. Командовал кораблём германский обер-лейтенант цур зее Г. фон Меллентин, поскольку турецкие офицеры были неопытны. С крейсера спустили шлюпку, доставившую на берег турецкого офицера с письменным предупреждением о предстоящем обстреле, который поначалу был задержан на берегу. Прождав возвращения шлюпки около двух часов, «Берк» вошёл в гавань, поднял сигнал «шлюпке вернуться к кораблю» и сменил русский флаг на османский. После этого парламентёр был отпущен и благополучно вернулся на борт.
Объявленная срочная эвакуация была неорганизованной и быстро переросла в панику. Были спешно закрыты все школы, гимназии и присутственные места. Ушли воинские части и бо́льшая часть ополчения (некоторые в полном беспорядке), только пограничники и одна рота ополчения заняли позиции для отражения возможной высадки десанта. Губернатор и вице-губернатор уехали на автомобиле. Начальник городской тюрьмы вывез под конвоем только 20 особо опасных преступников, остальных 163 арестантов распустил спасаться самостоятельно под честное слово, что после ухода вражеских кораблей они вернутся в тюрьму (подавляющее большинство их действительно вернулось). Всего город покинуло до 40 000 жителей — почти половина населения.
Тем временем «Бреслау» установил в Керченском проливе заграждение из 60 мин. На этих минах в тот же день подорвались пароходы Русского общества пароходства и торговли «Казбек» (903 брт) и «Ялта» (1361 брт). Оба судна затонули, погибло 9 моряков. Завершив постановку мин, «Бреслау» направился к Новороссийску, которого достиг около 11 часов.
Командир «Бреслау», корветтен-капитан П. Кеттнер, приказал «Берку» открыть огонь по радиостанции и стоящим в порту пароходам. Затем он отослал «Берк» в дозор, а сам подошёл к берегу и стал обстреливать нефтяные терминалы, элеватор, цементный завод и суда. «Бреслау» продолжал обстрел до 12:40, выпустив 308 снарядов. Благодаря спешной эвакуации людские потери были невелики: в городе от обстрела погибло два человека и один был ранен, ещё трое раненых было среди военнослужащих. Обстрел, однако, причинил значительный материальный ущерб:
- полностью разрушена станция радиотелеграфа (до 20 попаданий снарядов)[78];
- подожжено около 15 цистерн, содержавших 19 200 тонн нефти и бензина, пожар продолжался до 24 октября (6 ноября);
- повреждены перегонный завод, элеватор (5 попаданий снарядов), железнодорожный вокзал (1 попадание), портовое оборудование, сгорело несколько железнодорожных вагонов[79][78];
- затонули пароходы «Николай» (1085 брт) и «Федор Феофани», парусник «Дооб» (630 брт)[80];
- посаженный командой на грунт пароход «Чатырдаг», гружённый мукой, маслом и дёгтем, получил несколько попаданий; по одним данным, его груз воспламенился и пароход выгорел[81], по другим — не получил серьёзных повреждений и после разгрузки и устранения затопления покинул порт[78];
- снарядами и пожарами были повреждены английский пароход «Фредерик»[82] (по другим данным, он затонул[78]), русские пароходы «Панагий Вальяно», «Труд», «Петр Регир» и моторная шхуна «Русь»[80].

Около 14 часов турецкие корабли скрылись из виду. Ввиду недостатка угля на «Берке», Кеттнер отослал его в Босфор. Следуя плану операции, «Бреслау» направился к Синопу. После полудня 17 (30) октября он получил приказ следовать к Зонгулдаку и принять уголь с германского парохода «Родосто», однако тот на место встречи не явился.

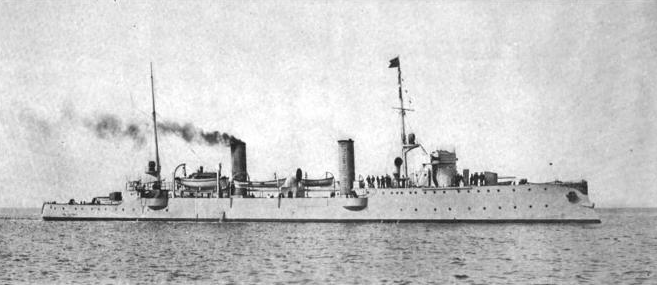
Минный крейсер «Пейк», однотипный с «Берк»

### Варна
По плану Сушона минный крейсер «Пейк-и Шевкет» должен был проследовать к побережью Болгарии и перерезать телеграфный кабель Варна — Севастополь. Однако на крейсере обнаружилась механическая неисправность (биение правого гребного вала). Командир «Пейка» албай Ибрахим Севат отказался выходить в море, несмотря на протесты германских офицера и инженера. 18 (31) октября его задача была поручена находившемуся в море «Бреслау», но попытки последнего перерезать кабель не удались.
«Бреслау» вернулся в Босфор во второй половине дня 19 октября (1 ноября), последним из турецких кораблей.

## Ответные действия Черноморского флота
Главные силы Черноморского флота (5 линкоров, 3 крейсера и несколько миноносцев) вышли в море днём 16 (29) октября. Длительный поиск кораблей неприятеля в юго-западной части Чёрного моря остался безуспешным. Флот вернулся в Севастополь 19 октября (1 ноября).

## Результаты и последствия
В результате нападения османского флота русский Черноморский флот потерял минный заградитель «Прут» со значительным грузом мин на борту и канонерскую лодку «Донец» (впоследствии она была поднята и возвращена в строй в 1916 году). Эсминец «Лейтенант Пущин» находился в ремонте 20 дней. Суммарные людские потери военного флота и Севастопольской крепости составили 85 убитых, 40 раненых и 76 попавших в плен. Среди гражданского населения и моряков также имелись потери. Коммерческий флот потерял потопленными 8 судов суммарным тоннажем свыше 7000 брт и угольную баржу. Пароход «Ида» (1708 брт) был захвачен турками.
Безнаказанность нападения и пассивность главных сил Черноморского флота в ходе отражения атаки привели к критическим замечаниям в адрес флота в целом и командующего флотом адмирала А. А. Эбергарда как в гражданских, так и в военных кругах России, включая Ставку Верховного главнокомандующего. Однако морской министр И. К. Григорович в ходе разбирательства не усмотрел виновности Эбергарда и возложил значительную долю ответственности за «конфузию» на саму Ставку, чьи директивы предоставили инициативу в начале военных действий османскому флоту. События 16 (29) октября получили в России неофициальное ироническое название «Севастопольская побудка».
Османский флот в ходе операции потерь не понёс, таким образом в военном отношении она представляет собой значительный успех германо-османской стороны. В то же время, некоторые историки считают, что рассредоточение сил и отказ адмирала Сушона от продолжения действий против Севастополя, где располагались главные силы Черноморского флота, не позволили развить этот успех, значительно ослабить русский флот и добиться стратегического преимущества.
Д. Ю. Козлов объясняет решения Сушона тем, что его главной целью были не чисто военные, а политические результаты. Он добивался открытия военных действий между Османской и Российской империями вопреки воле значительной части османских политических лидеров.
Эта политическая цель операции была достигнута. На следующий день великий визирь Саид Халим-паша и ещё четыре министра Османской империи объявили о намерении подать в отставку. Сторонникам военного союза с Германией удалось убедить великого визиря остаться на своём посту, остальные четверо вскоре подали в отставку.
От имени османского правительства были посланы России письма с извинениями, однако со стороны Великобритании и России последовал ультиматум о выдворении из Турции немецких представителей, невыполнимый для османской стороны.
20 октября (2 ноября) Россия объявила войну Турции. Манифест Николая II непосредственно связал объявление войны с нападением германо-турецкого флота: «Предводимый германцами турецкий флот осмелился напасть на наше Черноморское побережье. Немедленно после сего повелели мы Российскому Послу в Царьграде со всеми чинами посольскими и консульскими оставить пределы Турции».
Объявление войны со стороны Турции последовало 29 октября (11 ноября).

### Комментарии
1. ↑  Сведения были ошибочны, на самом деле в море вышел только «Бреслау» в сопровождении двух турецких эсминцев и минного крейсера[16].
2. ↑  Изобретённое Сушоном оправдание нападения на русские порты впоследствии неоднократно использовалось официальными лицами Османской империи; оно также успело попасть в мемуары и историческую литературу, прежде чем было опровергнуто[38].
3. ↑  Согласно некоторым русским источникам, они также несли русские флаги и имитировали команды на русском языке, но данными противной стороны это не подтверждено[45].
4. ↑  Команда «Муавенета» сочла «Кубанец» потопленным, хотя он был только повреждён[49]. Эта ошибка распространилась благодаря книге немецкого историка Германа Лорея «Der Krieg in den türkischen Gewässern» (в переводе на русский издана под названием «Операции германо-турецких сил в 1914—1918 гг.»)[50].
5. ↑  В русских исторических документах и литературе упоминаются достигнутые «Кубанцем» попадания, но противником они не подтверждены[51].
6. ↑  Д. Ю. Козлов отмечает, что погрузка угля на ходу траверзным способом в то время была редкостью[66].
7. ↑  Ярбай — турецкое воинское звание, соответствует подполковнику и капитану 2 ранга[70].
8. ↑  Албай — турецкое воинское звание, соответствует полковнику и капитану 1 ранга[70].

### Отсылки к источникам
1. ↑  Treaty of Alliance Between Germany and Turkey : 2 August, 1914. The Avalon Project. Yale Law Shool. Дата обращения: 16 июня 2018. Архивировано 11 августа 2011 года.
2. ↑  Айрапетов, 2014, с. 327—329.
3. ↑  Айрапетов, 2014, с. 329.
4. ↑  Михайлов, 2017, с. 104.
5. ↑  Михайлов, 2017, с. 94.
6. 1 2  Айрапетов, 2014, с. 331.
7. ↑  Козлов, 2009, с. 61.
8. ↑  Козлов, 2009, с. 36.
9. 1 2  Айрапетов, 2014, с. 332.
10. ↑  Павлович, 1964, с. 332.
11. ↑  Козлов, 2009, с. 71—72.
12. ↑  Павлович, 1964, с. 332, 352, 361.
13. ↑  Козлов, 2009, с. 69—71.
14. ↑  Козлов, 2009, с. 79.
15. ↑  Айрапетов, 2014, с. 343—344.
16. ↑  Айрапетов, 2014, с. 345.
17. ↑  Айрапетов, 2014, с. 345—346.
18. 1 2  Козлов, 2009, с. 80—81.
19. ↑  Айрапетов, 2014, с. 332—333.
20. ↑  Айрапетов, 2014, с. 333—334.
21. ↑  Михайлов, 2017, с. 153—154.
22. 1 2  Айрапетов, 2014, с. 334.
23. 1 2  Айрапетов, 2014, с. 340.
24. ↑  Козлов, 2009, с. 62—65.
25. 1 2  Козлов, 2009, с. 82.
26. ↑  Айрапетов, 2014, с. 346.
27. ↑  Айрапетов, 2014, с. 346—347.
28. ↑  Козлов, 2009, с. 80.
29. ↑  Айрапетов, 2014, с. 344.
30. ↑  Козлов, 2009, с. 73.
31. ↑  Золотарёв, 1988, с. 116—117.
32. ↑  Айрапетов, 2014, с. 344—348.
33. ↑  Козлов, 2009, с. 197.
34. ↑  Айрапетов, 2014, с. 348.
35. ↑  Михайлов, 2017, с. 155.
36. ↑  Лудшувейт, Евгений Федорович. Турция в годы Первой Мировой войны 1914-1918 гг. — М.: Изд-во Московского университета, 1966. — С. 59. — 386 с.
37. ↑  Михайлов, 2017, с. 156.
38. ↑  Козлов, 2009, с. 153—155.
39. ↑  Козлов, 2009, с. 83—85.
40. ↑  Козлов, 2009, с. 85—87.
41. ↑  Козлов, 2009, с. 131.
42. ↑  Козлов, 2009, с. 86—87, 170—171.
43. ↑  Козлов, 2009, с. 88.
44. ↑  Козлов, 2009, с. 92.
45. ↑  Козлов, 2009, с. 98.
46. ↑  Козлов, 2009, с. 97—98.
47. ↑  Павлович, 1964, с. 334.
48. ↑  Козлов, 2009, с. 96.
49. ↑  Козлов, 2009, с. 102.
50. ↑  Павлович, 1964, с. 336.
51. ↑  Козлов, 2009, с. 103.
52. ↑  Козлов, 2009, с. 98—103.
53. ↑  Козлов, 2009, с. 104—105.
54. ↑  Козлов, 2009, с. 99.
55. ↑  Новиков, 2003, с. 24.
56. ↑  Козлов, 2009, с. 105.
57. ↑  Козлов, 2009, с. 103—104.
58. ↑  Козлов, 2009, с. 108—115.
59. ↑  Козлов, 2009, с. 116—117.
60. ↑  Козлов, 2009, с. 120.
61. ↑  Козлов, 2009, с. 115.
62. ↑  Козлов, 2009, с. 119.
63. ↑  Козлов, 2009, с. 117—118.
64. ↑  Козлов, 2009, с. 121—129.
65. ↑  Козлов, 2009, с. 132—136.
66. ↑  Козлов, 2009, с. 137.
67. ↑  Козлов, 2009, с. 137—138.
68. 1 2  Козлов, 2009, с. 138.
69. ↑  Павлович, 1964, с. 339.
70. 1 2  Звания воинские // Военная энциклопедия : энциклопедия. — М.: Воениздат, 1995. — Т. 3 : "Д" — Квартирьер. — С. 267. — ISBN 5-203-00748-9.
71. ↑  Козлов, 2009, с. 139—141.
72. ↑  Новиков, 2003, с. 15, 169.
73. 1 2  Козлов, 2009, с. 142.
74. ↑  Козлов, 2009, с. 142—143, 145.
75. ↑  Санеев, 2006, с. 41—42.
76. ↑  Козлов, 2009, с. 145—146.
77. ↑  Козлов, 2009, с. 145—147.
78. 1 2 3 4  Санеев, 2006, с. 42.
79. ↑  Козлов, 2009, с. 147—148.
80. 1 2  Козлов, 2009, с. 145—149.
81. ↑  Козлов, 2009, с. 148.
82. ↑  Козлов, 2009, с. 149.
83. ↑  Козлов, 2009, с. 149—150.
84. ↑  Козлов, 2009, с. 150—151.
85. ↑  Павлович, 1964, с. 339—340.
86. ↑  Козлов, 2009, с. 129—130.
87. 1 2  Козлов, 2009, с. 152.
88. ↑  Козлов, 2009, с. 156—159, 196—198.
89. ↑  Исаков, 1973, с. 218.
90. ↑  Павлович, 1964, с. 340.
91. ↑  Козлов, 2009, с. 153.
92. ↑  Ulrich Trumpener. Turkey’s Entry into World War I: An Assessment of Responsibilities (англ.) // The Journal of Modern History. — 1962. — December (vol. XXXIV, no. 4). — P. 379—380. — doi:10.1086/239180.
93. ↑  Михайлов, 2017, с. 161.
94. ↑  Айрапетов, 2014, с. 352—353.
95. ↑  Михайлов, 2017, с. 162—163.

### Дополнительная
- Allen W. E. D.[англ.], Muratoff P. P. Caucasian Battlefields: A History of the Wars on the Turco-Caucasian Border. 1828—1921 (англ.). — Cambridge: CUP, 1953. — 614 p. — ISBN 978-1-108-01335-2.
- Дипломатический архив // Вторая оранжевая книга: дипломатическая переписка России, предшествовавшая войне с Турцией. — Петроград: Т-во Екатерин. печат дела, 1915. — Т. 6. — 64 с.
- Зайончковский А. М. Первая мировая война. — СПб.: Полигон, 2000. — 878 с. — ISBN 5-89173-082-0.
- Малахов В. П., Степаненко Б. А. Одесса, 1900—1920 / Люди… События… Факты…. — Одесса: Optimum, 2004. — С. 257. — 448 с. — ISBN 966-8072-85-5.
- Шигин В. В. Севастопольская побудка // Последние герои империи. — М.: Вече, 2017. — 304 с. — ISBN 978-5-4444-6057-3.